# Lago di Santa Maria (Bologna)
Il lago di Santa Maria (noto anche col nome di lago San Damiano) è un  invaso artificiale ubicato nell'alto Appennino bolognese, nel territorio del comune di Castiglione dei Pepoli; fu ottenuto nel 1917 con la costruzione di una diga a gravità massiccia ad andamento planimetrico rettilineo, con uno sviluppo al coronamento di 76,6 metri.

## Descrizione
Il principale immissario, nonché emissario, di questo piccolo bacino è il torrente Brasimone, lo stesso che qualche chilometro più a monte forma il bacino del Brasimone. Il lago di Santa Maria entra nel complesso dei bacini artificiali comprendente il lago di Suviana, il bacino del Brasimone e il bacino di Pavana, costruiti agli inizi del Novecento per far fronte alle necessità di energia elettrica della valle del  Reno; ha la funzione di compenso degli scarichi della centrale di Santa Maria e per la regolazione quotidiana dell'energia che viene prodotta nella sottostante centrale di Le Piane. 
Lo specchio d'acqua, come il Lago di Suviana, è incluso nell'area di pre-parco del Parco regionale dei laghi di Suviana e Brasimone, dai quali non è molto distante. 
 Bargi (330 MW)
 Suviana (27 MW)
 Santa Maria (6,16 MW)
 Pavana (0,11 MW)
 Le Piane (10 MW)
 Le Pioppe (0,3 MW)